# Người Nữ Chân
Người Nữ Chân (giản thể: 女眞; phồn thể: 女真; bính âm: nǚzhēn) là một bộ phận thuộc nhóm các dân tộc Tungus sinh sống chủ yếu ở khu vực Mãn Châu (Trung Quốc) và phía Bắc của bán đảo Triều Tiên. Họ nổi tiếng với việc thành lập nên nhà Kim (tiếng Nữ Chân cổ: ancun gurun, tiếng Mãn Châu chuẩn: aisin gurun) trong lịch sử Trung Quốc (từ năm 1115 đến 1234). Tới thế kỷ 17, Nỗ Nhĩ Cáp Xích (Nurhaci) thống nhất các bộ tộc Nữ Chân và lập ra nhà Hậu Kim, sau đó, con trai ông là Hoàng Thái Cực đổi tên dân tộc Nữ Chân thành Mãn Châu, tức người Mãn, thành lập nên nhà Thanh.
Nhóm dân tộc chính ở vùng này là người Nữ Chân có tổ tiên từng chinh phục thành công miền bắc Trung Quốc và thành lập nên nhà Kim. Sau khi người Mông Cổ hủy diệt nhà Kim, một số người Nữ Chân tiếp tục định cư ở Trung Nguyên, trong khi đó, những người Nữ Chân giữ được bản sắc dân tộc thì vốn vẫn luôn sống ở đất tổ hoặc di cư trở về đất tổ từ Trung Nguyên. Đầu thời nhà Minh, người Nữ Chân đã phát triển thành ba nhóm tổ chức khác nhau. Người Nữ Chân sống ở cực bắc tại lưu vực Hắc Long Giang và Ô Tô Lý Giang, chủ yếu là thợ săn hoặc ngư dân, có lối sống khác hoàn toàn người Hán, nhà Minh gọi họ là Dã nhân Nữ Chân. Người Nữ Chân sống ở phía tây thì ưa chăn nuôi gia súc và sinh hoạt y hệt người Mông Cổ. Cuối cùng, người Nữ Chân ở phía nam, Kiến Châu Nữ Chân hoặc Mao Liên Nữ Chân, có lối sống tương tự người Hán, thường canh tác nông nghiệp định canh, về sau trở thành mối bận tâm lớn nhất của nhà Minh.
Trớ trêu thay, những dân tộc đến từ vùng biên giới đông bắc – tưởng chừng ít tiềm tàng mối đe dọa nhất trong các vùng lãnh thổ phía bắc – cuối cùng lại đặt dấu chấm hết cho nhà Minh. 